# Peltigera hymenina
Espèce
Peltigera hymenina est une espèce de lichens de la famille des Peltigeraceae.

## Systématique
Le nom correct complet (avec auteur) de ce taxon est Peltigera hymenina (Ach.) Delise, 1830.
L'espèce a été initialement classée dans le genre Peltidea sous le basionyme Peltidea hymenina Ach., 1803.
Peltigera hymenina a pour synonymes :
- Peltidea hymenina Ach., 1803
- Peltidea polydactyla var. hymenina (Ach.) Flörke, 1821
- Peltigera polydactyla f. hymenia (Ach.) Nyl. (?)
- Peltigera polydactyla f. hymenina (Ach.) Flot. (?)
- Peltigera polydactylon f. hymenia (Ach.) Nyl.
- Peltigera polydactylon f. hymenina (Ach.) Flot.
- Peltigera polydactylon var. hymenina (Ach.) Cromb., 1894
- Peltigera polydactylon var. hymenina (Ach.) Flot., 1850